# جريمة قتل ثامنثا رينيون
ثامنثا رينيون (جاكسون) رنيون (26 يوليو 1996 - 15 يوليو 2002) هي طفلة كانت تبلغ من العمر خمس سنوات تم اختطافها من خارج منزلها في ستانتون بولاية كاليفورنيا وقتلها.

## الخطف والقتل
كانت رينيون تلعب مع صديقة من العائلة في الساحة الأمامية لمنزل العائلة في 15 يوليو 2002  عندما اقترب منهم رجل وطلب منها المساعدة في البحث عن كلب مفقود. وبعد التحدث قليلاً مع ثامنثا قام بشدها وأدخلها بالقوة في سيارته ومضى بالسيارة. في اليوم التالى وجد جسد عارى على بعد خمسين ميلاً جنوب غابة كليفلاند ناشيونال. وتبين أنه تم الاعتداء عليها جنسيًا وخنقها. وقد ذكرت الشرطة أن القاتل كان «مهملاً بشدة» حيث ترك خلفه «كم هائل من الأدلة المادية التي تربطه بالجريمة.»
تم القبض على ألجندروا أفيلا من مدينة لاك إلسينوري (كاليفورنيا) بعد ثلاث أيام من واقعة الخطف. وقد وجد الحمض النووي الخاص به على جسد ثامنثا. كما وجد الحمض النووي الخاص بها في سيارته. وقد سبق لأفيلا زيارة صديقته في الكمباوند الذي تعيش فيه ثامنثا. كما سبق تبرأته من جريمة التحرش بابنة صاحبته وابنة أختها. كذلك وجد على جهاز اللاب توب الخاص به صور إباحية لأطفال. فضلاً عن أنه حجز غرفة بموتيل في نفس يوم الجريمة، حيث يرجح أن ثامنثا قتلت بها. اختلف المحامى العام في قضية أفيلا أثناء نظر القضية على أنه من المستحيل أن يقوم باختطاف الفتاة والاعتداء عليها وقتلها ثم ترك جثتها على بعد 50 ميلاً في يوم واحد كما يقول الادعاء.
في 16 مايو 2005، حكم عليه المحلفون بالإعدام وهو الآن مسجون في سجن سان كوينتن في انتظار تنفيذ الإعدام.